# Humber (carro blindado)
O Carro blindado Humber foi um dos carros blindados britânicos mais produzidos na Segunda Guerra Mundial. Este complementou outro carro blindado, o carro de reconhecimento leve Humber, e permaneceu em serviço até o fim da guerra.
A empresa Guy não tinha capacidade de produção suficiente para produzir carros blindados "Guy", bem como outros veículos, sendo que logo após o início da guerra, o Rootes Group foi abordado para produzir um carro blindado. Na época, a terminologia "Tanque Leve (Com Rodas)" era usada pelo Exército. Trabalhando com base no projeto Guy, a Karrier (empresa do Grupo Rootes) projetou um veículo usando como base o seu chassi de trator de artilharia KT 4 (já em produção para o Exército Indiano) e a carroceria blindada do carro blindado Guy. A empresa moveu o motor do trator para a traseira e instalou carrocerias e torres soldadas fornecidas pela empresa Guy. Como se baseava em elementos comprovados, os testes de protótipos decorreram sem problemas graves e foi feita uma encomenda de 500 unidades em 1940, sendo que as primeiras entregas ocorreram em 1941.
O nome "Karrier" foi abandonado para evitar confusão com o veículo Universal Carrier, sendo designados "Carro Blindado, Humber Mk 1", utilizando o nome da empresa Humber Limited (outro membro da Rootes Group), embora a produção fosse realizada pela Karrier na fábrica de Luton da Commer (outra empresa Rootes).
Os primeiros Humbers eram mais ou menos idênticos ao Guy, até nas falhas na blindagem. Estes problemas seriam corrigidos posteriormente.
A primeira grande modificação é visualizada no Mark III, que fornece uma torre para três homens, melhorando a sua variante anterior em outros aspetos. A produção do Mark III terminou em 1942, após 1.650 unidades construídas.
O Humber era uma construção relativamente complicada em comparação ao Carro Blindado da Daimler, mas a Rootes Group tinha maior capacidade de produção, então ambas as empresas trabalharam em um design comum para produção. Enquanto o projeto para um possível substituto, o carro blindado Coventry de 2 libras (40 mm), estava em andamento, o Humber Mark IV foi projetado. Isso colocou o 37mm canhão americano na torre, mas ao custo de um tripulante. O Coventry não foi encomendado como substituto e, portanto, a produção do Mark IV continuou, totalizando 2.000 unidades, a variante com mais unidades produzidas.

## Design
O Humber era um chassi retangular com motor montado na traseira. A caixa de câmbio era montada na frente do motor, alimentando uma caixa de transferência montada centralmente, esta distribuindo a potência para os diferenciais dianteiro e traseiro. Os eixos rígidos foram montados em molas dianteiras e traseiras com amortecedores hidráulicos. O casco blindado, este soldado, foi montado em quatro pontos – frente, traseiro e laterais – para dar alguma flexibilidade, mas com precauções contra o movimento excessivo do casco no chassi.
Para visão frontal, o motorista tinha uma aba na parte frontal da "cabine". Quando fechado, ele era protegido por um bloco de vidro "Triplex", à prova de balas. Eles podem ser facilmente substituídos se danificados em combate. Havia outras abas nas laterais para visão. Para poder ver a retaguarda, havia uma combinação de uma aba na antepara traseira entre o compartimento de combate e o compartimento do motor e um mecanismo que levantava a tampa do motor.
A torre, armada com uma metralhadora Besa de 15 mm e uma Besa de 7,92 mm, era movimentada manualmente pelo operador. O comandante do veículo atuava como o operador de rádio do veículo.

## Histórico de serviço
O veículo foi usado na Campanha do Norte da África no final de 1941 por várias unidades. No teatro europeu, o veículo foi utilizado por regimentos de reconhecimento de divisões de infantaria britânicas e canadenses. Alguns veículos foram também usados para patrulhamento ao longo da rota de abastecimento do Irã. Portugal recebeu vários veículos Humber em 1943, a maioria deles indo para o Exército, sendo que 20 foram entregues para a Guarda Nacional Republicana. Após a Segunda Guerra Mundial, o Humber foi empregado pelo Egito em 1948-49, bem como pela Birmânia, Ceilão, Chipre, Dinamarca, Índia, México, Holanda, entre outros países.
O carro Humber foi utilizado na Campanha da Birmânia pela 16ª Cavalaria Leve, um regimento de carros blindados indiano, que fazia parte das tropas do Décimo Quarto Exército.

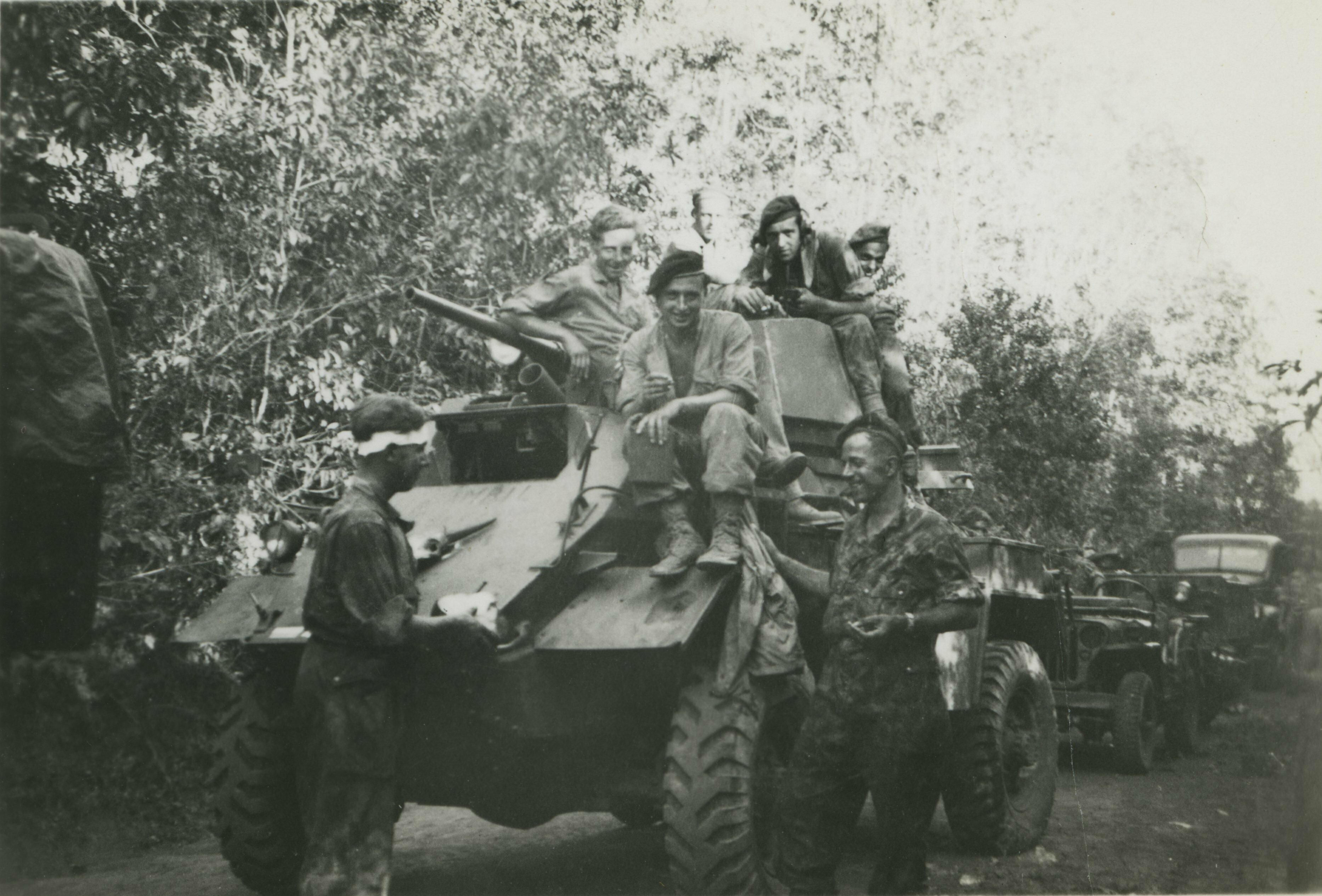
Humber Mk IV holandês fornecendo segurança nas Índias Orientais Holandesas, 1946

Após a Independência, um regimento do Exército Indiano, o 63º Regimento de Cavalaria, foi criado com carros blindados Humber Mk IV como um de seus esquadrões, que mais tarde foi separado como um esquadrão de reconhecimento independente. Os Humbers e Daimlers do Exército Indiano formaram as montarias da Guarda do Presidente e foram destacados na defesa de Chushul em alturas acima de 4 mil metros durante a Guerra Sino-Indiana de 1962. O Humber foi usado contra o Exército Indiano em 1948 pelos 2º e 4º Hyderabad Lancers, unidades de cavalaria de carros blindados das Forças Estaduais de Hyderabad, durante a Operação Polo.
Os Carros Humber foram empregados durante a invasão indiana de Goa, em 1961. Esses veículos equiparam os quatro esquadrões de reconhecimento da guarnição portuguesa na colónia indiana. Os Humbers portugueses enfrentaram as forças invasoras indianas nas breves lutas que ocorreram nas aldeias fronteiriças de Doromagogo, Malinguém e Polem, e na ruptura entre as tropas indianas que cercavam as forças portuguesas em Mapuçá.

## Unidades Sobreviventes

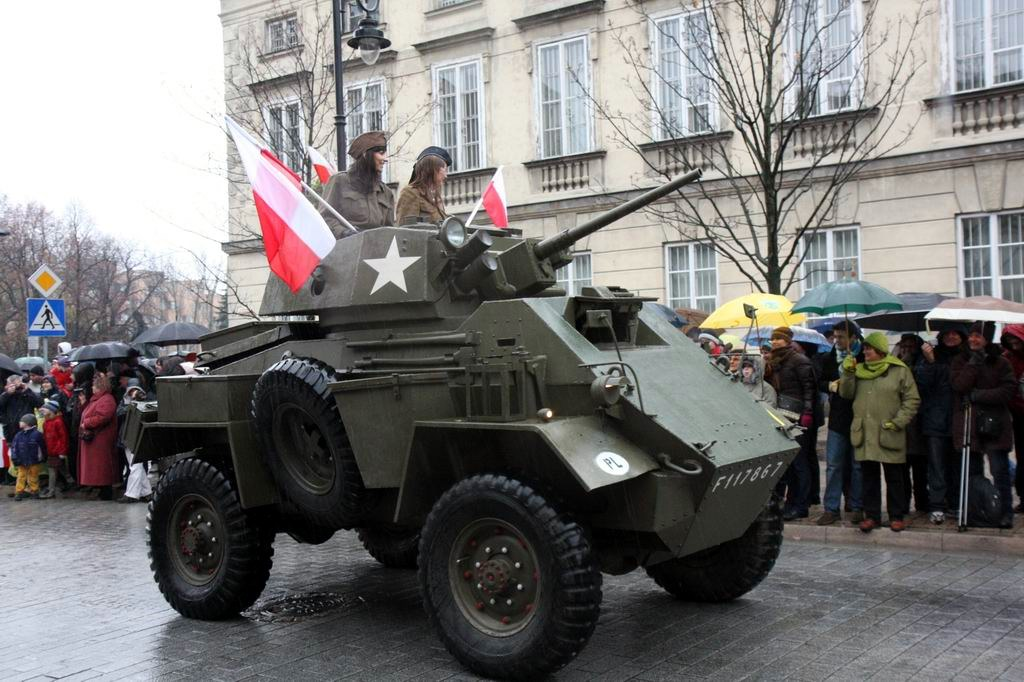
Carro blindado Humber durante o Dia da Independência Nacional da Polónia, em 2009.

Vários carros estáticos e operacionais são distribuídos pela América do Norte, Europa e Oceânia. O Museu de Tanques, em Bovington, Inglaterra, tem um tanque original e único sobrevivente Guy Wheeled em exibição, assim como um Humber Mk II que não está em exibição atualmente. Um Mk IV está em exibição no Museu Australiano de Armadura e Artilharia em Cairns. Dois carros portugueses estão expostos, um no Museu do Combatente em Lisboa e outro no Museu Militar de Elvas.

## Variantes

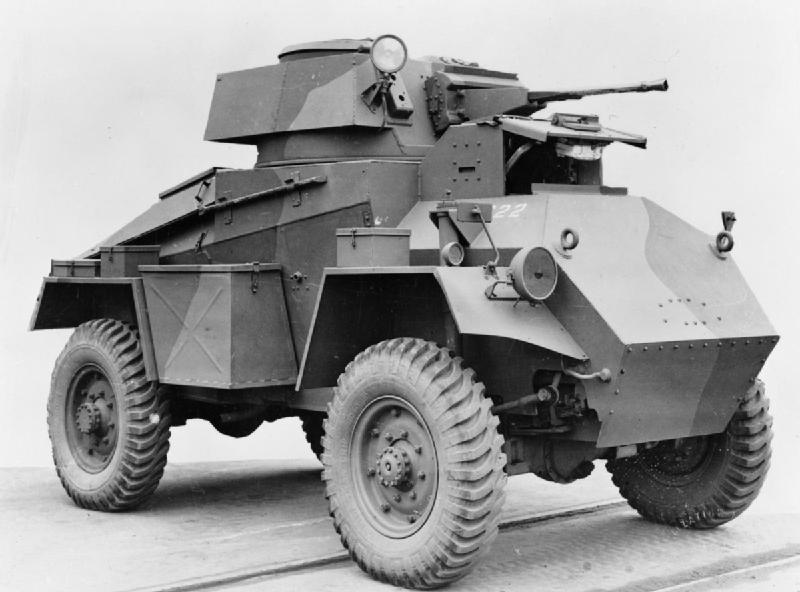
Um Mk I, mostrando sua semelhança com o carro blindado Guy Mk IA

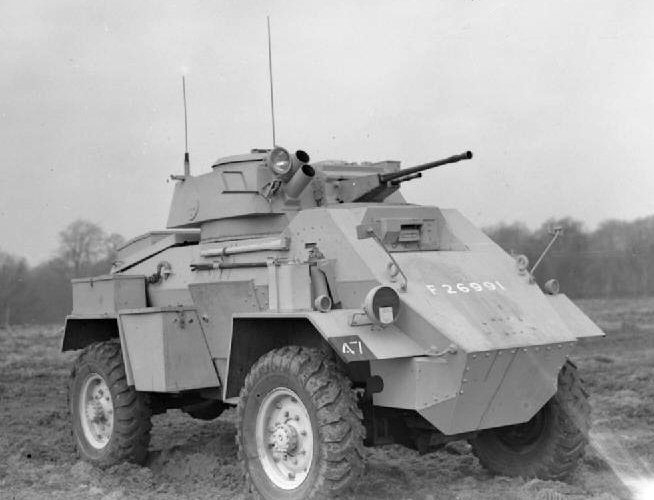
Um Mk II com blindagem glacis redesenhada

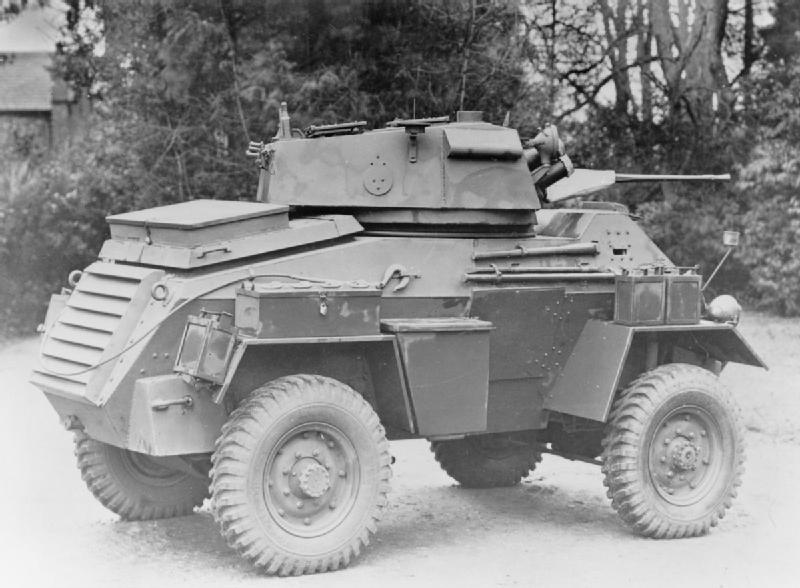
Um Mk III com saliência da torre visível

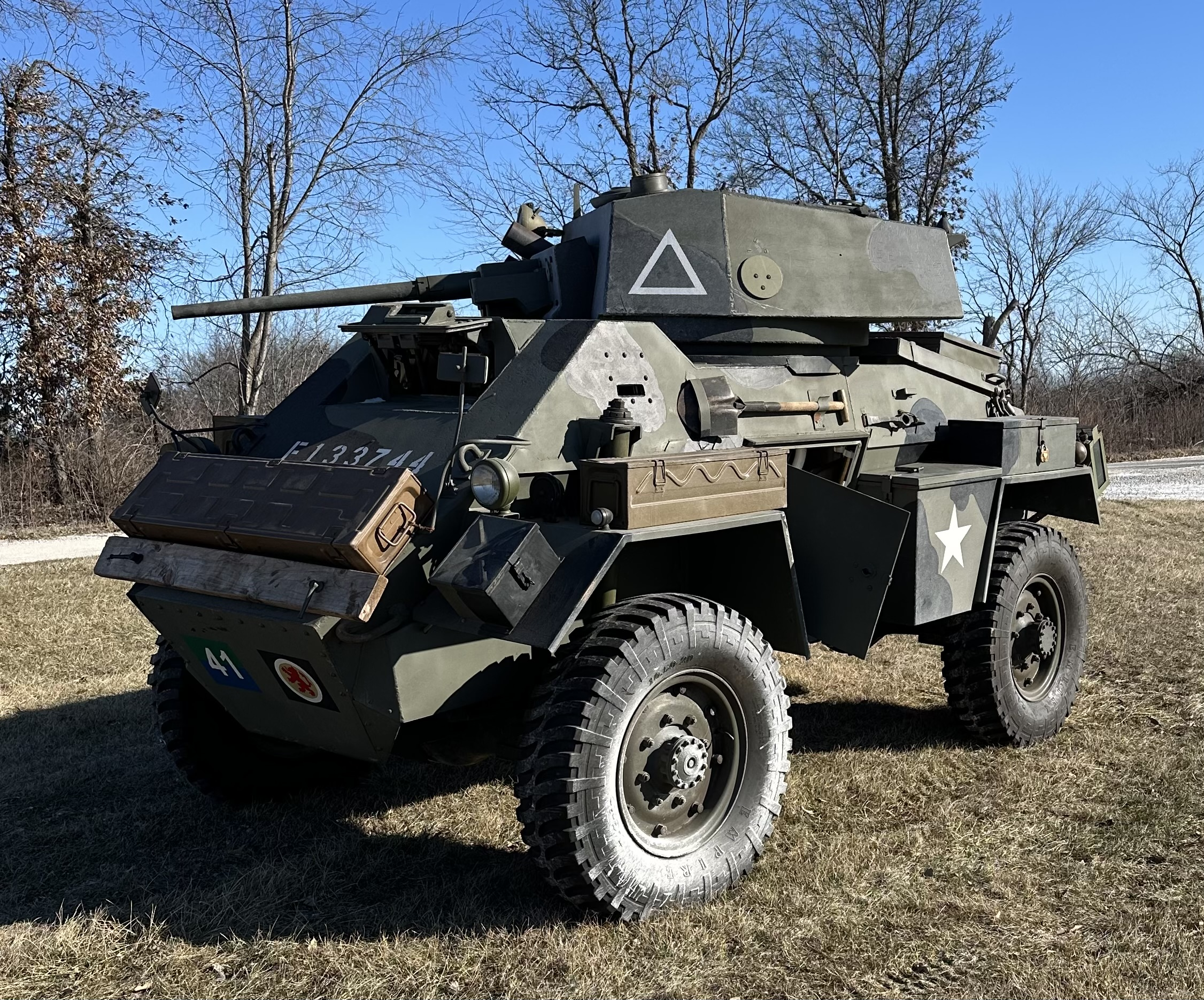
Um Humber Mk IV

Mark I
Versão original, casco como o carro blindado Guy Mark 1A. Armado com uma metralhadora Besa calibre 15 mm e uma metralhadora Besa calibre 7,92 mm. Tripulação de três homens: motorista, artilheiro, comandante. Cerca de 300 unidades construídas.
Mark II
Mudanças na torre, melhor blindagem ao redor do motorista e do radiador. 440 unidades construídas.
Mark II OP
Veículo de posto de observação equipado para comunicação com baterias de artilharia de campanha, armado com duas metralhadoras Besa de 7,92 mm
Mark III
Torre maior para três homens com provisões para um operador de rádio, liberando as tarefas de operação sem fio do comandante.
Mark III "Link Traseiro"
arma substituída por uma fictícia para permitir a instalação de um Conjunto Sem Fio nº 19 de Alta Potência, ou seja, amplificado, e seu gerador. Emitiu dois por regimento para comunicação entre a Brigada e o quartel-general da Divisão.
Mark IV
Equipado com o canhão de alta velocidade M5 ou M6 de 37 mm dos EUA no lugar do Besa de 15 mm. O canhão maior exigiu a remoção do terceiro tripulante da torre (o operador de rádio). As escotilhas da torre foram reorganizadas de acordo com o novo layout da arma e da tripulação. Cerca de 2.000 unidades construídas, a variante com mais unidades produzida.
AA Mark I
O Mark I foi equipado com uma torre diferente (da Stothert &amp; Pitt) montando quatro metralhadoras Besa de 7,92 mm capazes de elevar-se quase até a vertical e uma mira AA. Introduzido em 1943, o veículo tinha como objetivo fornecer suporte antiaéreo para unidades de carros blindados (a uma taxa de uma tropa de quatro carros por regimento), mas a superioridade aérea dos Aliados fez com que eles fossem cada vez menos necessários à medida que a guerra avançava e as tropas foram dissolvidas em 1944. Uma versão Besa dupla de 15 mm também foi feita.

## Antigos operadores

### Segunda Guerra Mundial
- Índia britânica
- Canadá
- Itália
- Portugal
- Reino Unido

### Pós-guerra
- Burma
- Sri Lanka
- Chipre
- Dinamarca
- Egipto
- Índia
- México
- Holanda
- Indonésia
- Iraque
- Hyderabad